# آسخانه‌کران
آسخانه‌کران (به لاتین: Asxanakəran) یک منطقهٔ مسکونی در جمهوری آذربایجان است که در شهرستان آستارا واقع شده است. این آبادی در ساحل چپ رودخانه بشه‌رو و در دامنه رشته‌کوه پشته‌سر جای دارد.

## جمعیت
آسخانه‌کران ۱٬۰۶۶ نفر جمعیت دارد.

## ریشه واژه
آسخانه در زبان تالشی به‌معنی آهنگر و کران به‌معنی روستا است و معنای کلی آسخانه‌کران، آبادی آهنگران است.